# Schlacht um Kiew (2022)
Die Schlacht um Kiew im Rahmen des russischen Überfalls auf die Ukraine begann ab dem 24. Februar 2022 mit dem Vormarsch russischer Truppen auf Kiew, der Hauptstadt der Ukraine. Die Gefechte zwischen ukrainischen und russischen Streitkräften mit mehrwöchigen schweren Kämpfen und erheblichem Widerstand durch reguläre ukrainische Truppen und in der Eile ausgehobenen Bürgerwehren dauerten bis zum Abzug russischer Truppen am 2. April 2022.

## Hintergrund
Die US-amerikanische Regierung ging ebenso wie viele westliche Beobachter davon aus, dass der russische Präsident Wladimir Putin die ukrainische Hauptstadt zügig einnehmen und die Regierung stürzen wollte, um den organisierten Widerstand der Ukraine zu brechen und eine prorussische Marionettenregierung einzusetzen. Laut Aussagen des ukrainischen Präsidenten Wolodymyr Selenskyj sei er selbst das „Ziel Nr. 1“ und seine Familie das „Ziel Nr. 2“ der russischen Angriffe gewesen. Bereits im Januar 2022 drangen laut einem Bericht der englischen Zeitung The Times etwa 400 Söldner der russischen Gruppe Wagner von Belarus aus in die Ukraine ein. Ihr Ziel soll es gewesen sein, Selenskyj sowie weitere hochrangige Mitglieder der ukrainischen Regierung gleich zu Beginn der Invasion zu ermorden und so die zügige Machtübernahme durch Russland zu ermöglichen.
Ein kritischer Teil der russischen Strategie war es, den Flughafen Kiew-Hostomel (auch Antonow-Flughafen genannt) einzunehmen, der mit einer Landebahn von 3,5 km den Russen erlaubt hätte, mit großen Militärtransportern zu landen und somit im großen Maßstab Soldaten und Kriegsmaterial einzufliegen. Die Russen hatten diese Strategie schon erfolgreich in Afghanistan 1979 am Flughafen von Kabul angewandt. Die CIA hatte die Ukrainer vergeblich vor dieser Strategie gewarnt, die somit weitgehend unvorbereitet waren.
Als sich russische Truppen in belarussischen Grenzgebiet zur Ukraine ansammelten, befahl Oleksandr Syrskyj Flugzeuge und Hubschrauber von ukrainischen Luftbasen zu räumen und zog zwei Verteidigungsringe um die Stadt.

## Verlauf
Bereits in den ersten Stunden der Invasion am 24. Februar führten russische Truppen am Flughafen Kiew-Hostomel, etwa 30 Kilometer nordwestlich des Kiewer Stadtzentrums, eine Luftlandeoperation mit Hubschraubern der Typen Mi-17 (Transport) und Ka-52 (Kampfhubschrauber) durch; jedoch wurde in der Schlacht um den Flughafen Kiew-Hostomel dieser noch am selben Tag wieder von ukrainischen Truppen eingenommen und die russischen Soldaten wurden in einen Wald abgedrängt. Der Flughafen galt als strategisch wichtig, da Russland über das Flugfeld schnell notwendige Truppen und Ausrüstung für den Angriff auf das Stadtzentrum von Kiew hätte einfliegen können. Die Ukraine hatte früh eine oder zwei abgeschossene russische Militärtransporter vom Typ Il-76 gemeldet, welche nach der ersten Landung hätten Nachschub herbei führen können. Das Scheitern dieser russischen Luftlandeoperation in den ersten Stunden der Invasion gilt daher als entscheidend für den weiteren Verlauf der Kämpfe.
Russische Bodentruppen rückten am 24. Februar 2022 vor allem von Norden und Nordosten in Richtung Kiew vor. In Belarus stationierte russische Streitkräfte überquerten die belarussisch-ukrainische Grenze bei der Sperrzone von Tschernobyl um den 1986 havarierten Atomreaktor des Kernkraftwerks Tschernobyl und konnten das nur knapp 70 Kilometer von Kiew entfernte Gebiet nach heftigen Gefechten binnen 24 Stunden nach Beginn der Invasion erobern. Bei Kriegsbeginn war etwa die Hälfte der ukrainischen Armee an der 2015 festgelegten Kontaktlinie im Osten des Landes stationiert. Viele ukrainische Einheiten hatten erst sieben Stunden vor dem Überfall den Befehl erhalten, ihre zugewiesenen Verteidigungsgebiete im Norden der Ukraine zu erreichen. Eine Analyse des RUSI im November 2022 kam zum Schluss, dass die russischen Streitkräfte zum Kriegsbeginn im Raum Kiew über eine Übermacht von 12:1 verfügten. Allerdings hatten die Angreifer von Anfang an mit logistischen Problemen zu kämpfen und wurden zudem offenbar vom Ausmaß des Widerstands überrascht. Die russische Offensive aus dem Nordosten konnte zudem gestoppt werden, als ukrainische Truppen die russischen Streitkräfte bei Tschernihiw aufhielten und zurückdrängten.
Entgegen der Erwartung vieler westlicher Beobachter gelang es den Russen überdies nicht, die Lufthoheit zu erringen. Am Morgen des 25. Februar 2022 sprengten ukrainische Streitkräfte zudem etwa 30 Kilometer nördlich von Kiew eine wichtige Brücke über den Fluss Teteriw, um den Vormarsch weiterer russischer Truppen aufzuhalten. Am Nachmittag des 24. Februar 2022 wurde in Kiew Luftalarm ausgelöst, daraufhin wurde die Bevölkerung aufgefordert, in Luftschutzbunkern Schutz zu suchen. Viele Menschen fanden dabei in der Metro Kiew Zuflucht, vier U-Bahn-Stationen wurden von Kiews Bürgermeister Vitali Klitschko als Luftschutzbunker ausgewiesen. Zahlreiche Menschen flohen aus der Hauptstadt, vor allem in Richtung Westen, es kam zu langen Verkehrsstaus.
Hatte das ukrainische Militär den ukrainischen Präsidenten am Morgen des 24. Februar noch darüber informiert, dass russische Einsatzkommandos per Fallschirm über Kiew abgesprungen waren, um ihn und seine Familie zu töten oder gefangen zu nehmen, brachen bei Anbruch der Nacht rund um das Regierungsviertel Gefechte aus, in deren Verlauf die russischen Angreifer getötet oder gefangen genommen wurden. Das Angebot der USA, ihn und seine Familie außer Landes in Sicherheit zu bringen, lehnte der Präsident mit den Worten ab: „Mein Kampf ist hier. Ich brauche Munition, keine Mitfahrgelegenheit“. Die ukrainische Regierung blieb damit handlungsfähig und konnte den Widerstand organisieren.
Bei Raketenangriffen, die um 4 Uhr Ortszeit am 25. Februar 2022 begannen, wurde unter anderem ein mehrstöckiges Wohnhaus getroffen, wobei drei Menschen verletzt wurden. Zudem wurde ukrainischen Angaben zufolge ein russisches Militärflugzeug über Kiew abgeschossen, was von Russland dementiert wurde. Am 25. Februar drangen zudem laut Informationen des ukrainischen Verteidigungsministeriums erstmals russische Einheiten auf das Stadtgebiet vor und erreichten den Rajon Obolon, einen Stadtbezirk im Nordwesten Kiews. Angaben des ukrainischen Militärs zufolge hatten russische Streitkräfte ukrainische Militärfahrzeuge gekapert, um sich als ukrainische Truppen auszugeben und nach Kiew einzurücken. Die ukrainische Regierung forderte die Bevölkerung dazu auf, sich mit Molotowcocktails auf einen Angriff vorzubereiten und Informationen über Sichtungen russischer Truppen weiterzugeben; gleichzeitig wurde dazu geraten, in den Wohnungen zu bleiben. Übereinstimmenden Medienberichten zufolge fanden seit dem Mittag des 25. Februar heftige Kämpfe im Stadtgebiet von Kiew statt, wenngleich nicht im Zentrum.

Als Teil eines detaillierten Planes des ukrainischen Militärs wurden nicht nur zahlreiche Brücken gesprengt, sondern auch an mehreren Flüssen gezielt Überschwemmungen verursacht. So wurde in dem 35 Kilometer nördlich von Kiew gelegenem Vorort Demydiw der in den 1960er Jahren erbaute Staudamm, mit dem die Feuchtgebiete an der Mündung des Irpin entwässert worden waren, geöffnet, um den Vormarsch russischer Truppen auf Kiew ins Stocken zu bringen. An anderen Stellen wurde der Flusspegel gerade so weit erhöht, dass normalerweise trockene Gebiete am Flussufer zu einem sumpfigen Morast wurden. In vielen Fällen sollten diese Überflutungen nicht nur Bewegungen russischer Streitkräfte behindern, sondern es ihnen auch erschweren, gesprengte Brücken zu umgehen, sowie feindliche Truppen in Engstellen (z. B. einige wenige, absichtlich nicht gesprengte Brücken) treiben. Dies war eine komplizierte und lang geplante Operation, die unter anderem dutzende Personen erforderte, die an verschiedenen Stellen der drei überschwemmten Flüsse die Fließgeschwindigkeit maßen.

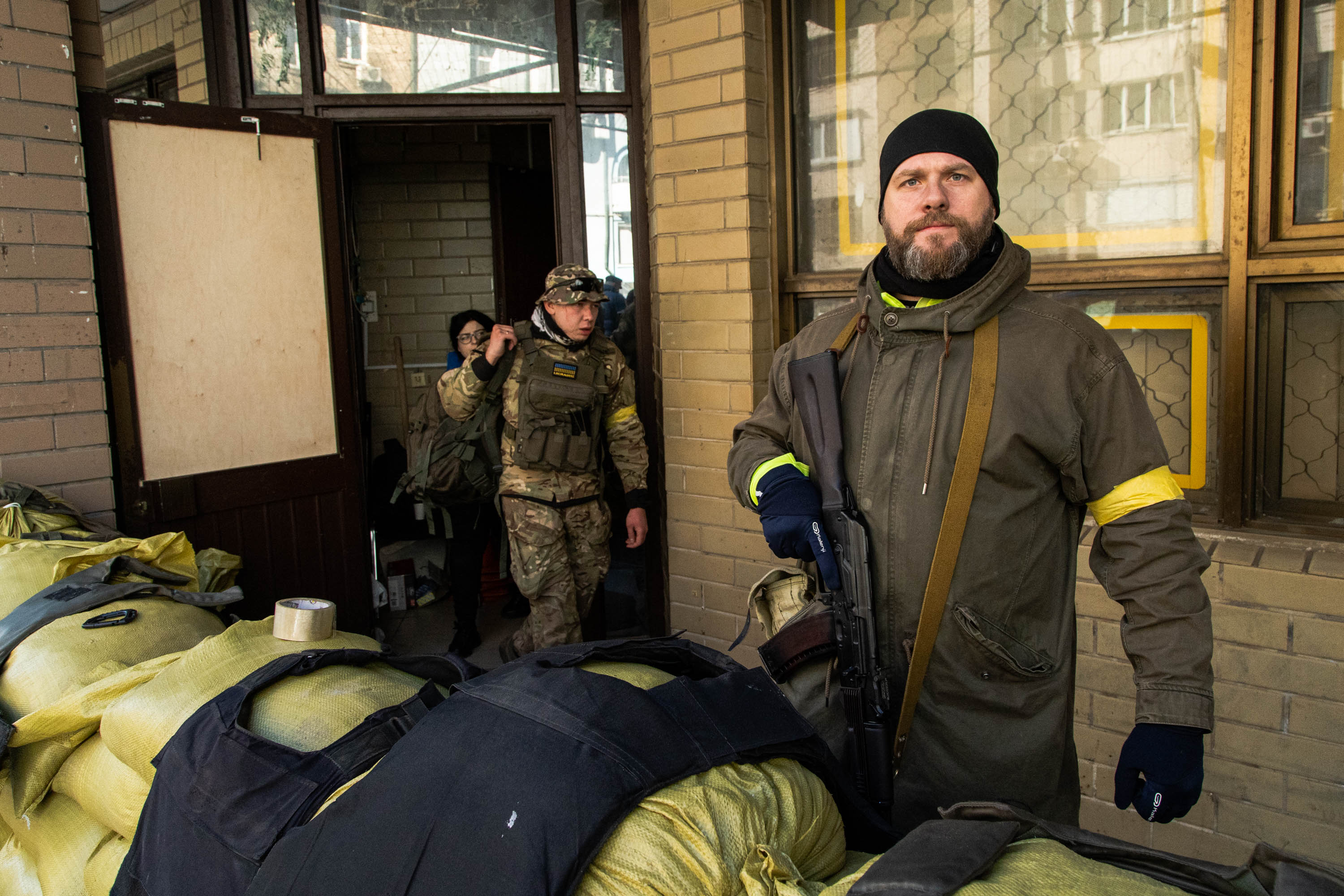
Mitglieder der Territorialverteidigung der Ukraine am 26. Februar 2022

Auch in der Nacht vom 25. auf den 26. Februar 2022 fanden schwere Kämpfe statt, bei denen die russischen Streitkräfte aber keine Gebietsgewinne erzielten. Bürgermeister Klitschko meldete um 6 Uhr Ortszeit 35 Verletzte. Präsident Selenskyj meldete sich mit einem Video aus Kiew, um Falschmeldungen entgegenzutreten, er habe die Hauptstadt verlassen. Ukrainischen Angaben zufolge wurde am Morgen des 26. Februar eine russische Rakete abgeschossen, deren Ziel der Staudamm am Kiewer Meer gewesen sei, der der Wasserversorgung der Stadt dient. Eine Zerstörung des Staudamms hätte zu einer Überflutung großer Flächen auch im Kiewer Stadtgebiet und zu vielen Toten führen können. Zudem fanden Kämpfe um ein Heizkraftwerk im Nordosten Kiews statt. Ein russischer Angriff auf eine Kaserne in Kiew konnte derweil durch ukrainische Streitkräfte zurückgeschlagen werden. Am 26. Februar trat in Kiew eine vollständige Ausgangssperre ab 17 Uhr Ortszeit bis 8 Uhr am Montag, dem 28. Februar, in Kraft. Wer sich in dieser Zeit auf der Straße aufhielt, wurde als potentieller Feind betrachtet. Bereits zuvor hatte eine Ausgangssperre zwischen 22 und 7 Uhr bestanden, die auch danach wieder galt. Auch anschließend war die Bevölkerung dazu aufgerufen, sich nur wenn notwendig außerhalb der eigenen Wohnung aufzuhalten, da weiterhin Straßenkämpfe stattfänden, wobei der Großteil der russischen Truppen sich 30 Kilometer entfernt befinde. In der Nacht vom 26. Februar auf den 27. Februar explodierte ein Öldepot in der rund 40 Kilometer südwestlich gelegenen Stadt Wassylkiw, was auch in Kiew zu sehen war. Bis zum 27. Februar gab es in Kiew laut Klitschko neun zivile Todesopfer. Am 28. Februar rückte die Hauptkolonne der Russen etwa fünf Kilometer auf die Stadt vor. Provisorische Panzersperren, die in den ersten Kriegstagen eiligst aus dem Betonfundament mindestens einer Baustelle geschnitten worden waren, sollten das Eindringen der russischen Verbände in die Stadt Kiew verhindern. In der Nacht zum 1. März wurde erstmals berichtet, dass zwischen Prybirsk und dem Flughafen Kiew-Hostomel ein 60 Kilometer langer russischer Militärkonvoi vor Kiew stehe. Zusätzlich erschwerte die Schlammzeit das Vorankommen jener motorisierten russischen Kampfverbände, die abseits der Straßen, über Wiesen und Felder, versuchten auf Kiew vorzurücken. Sie blieben teilweise bereits bei der Stadt Tschernihiw stecken.
Belegt sind neben dem Massaker von Butscha (über 400 tote Zivilisten) und dem Massaker in Irpin (mit 200–300 getöteten Zivilisten) noch weitere Kriegsverbrechen aus den ersten Kriegswochen bei Kiew.

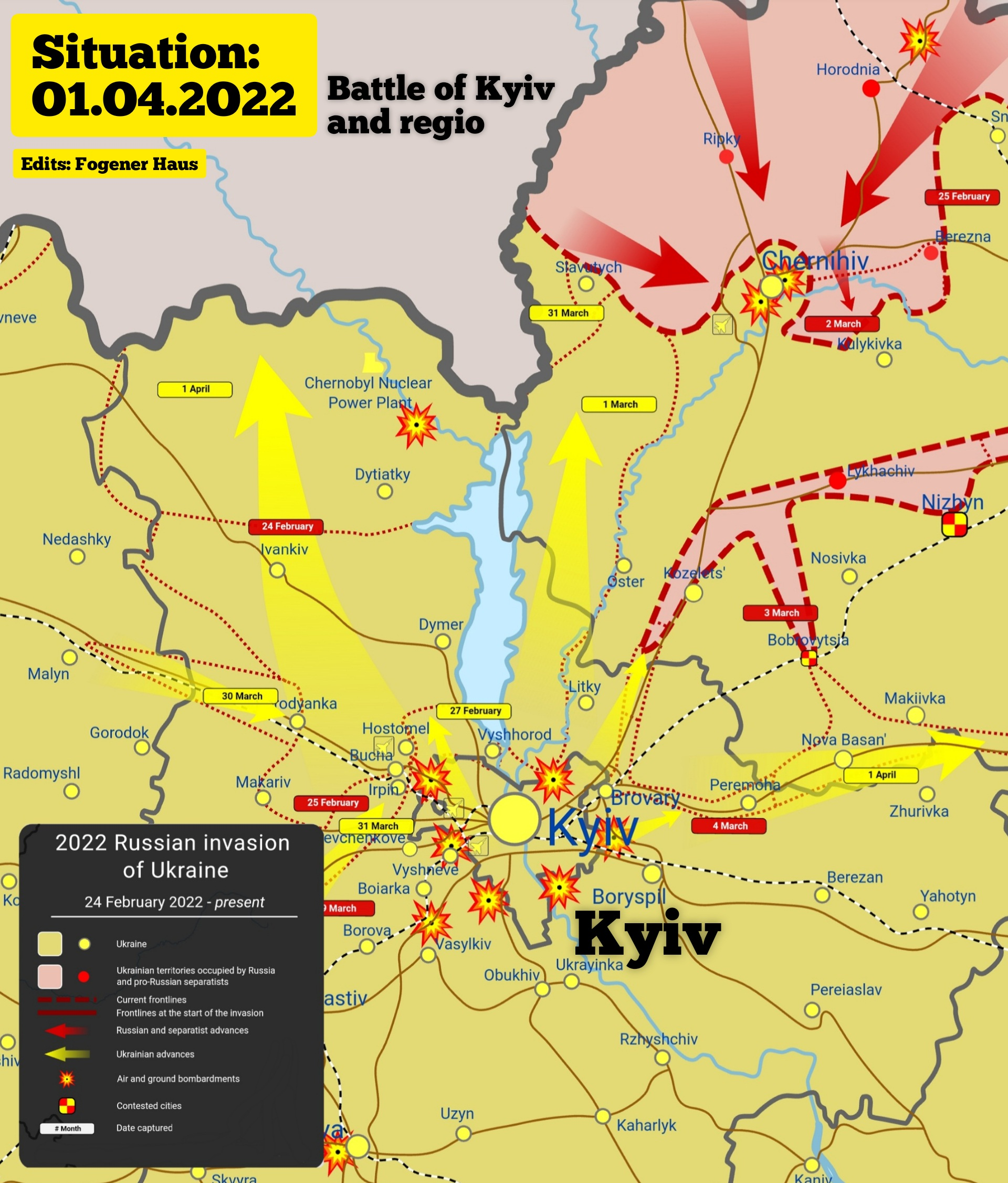
Militärische Lage bei Kiew am 1. April

Am Nachmittag des 1. März kündigte das russische Verteidigungsministerium einen Angriff auf mehrere Orte im Zentrum von Kiew an und forderte die dortigen Anwohner auf, ihre Häuser zu verlassen. Dabei wurde unter anderem der Fernsehturm Kiew getroffen; gegen 17:20 Uhr Ortszeit ereignete sich dort eine Explosion, wodurch die Ausstrahlung des Fernsehprogramms unterbrochen wurde. Eine russische Bombe schlug in einem der Gebäude ein, die Teil des in Aufbau befindlichen Babyn-Jar-Memorials werden sollten. Laut einem OSZE-Beobachter sickerten innerhalb der ersten Kriegswoche Speznas und Schläfer nach Kiew ein, die von ukrainischen Spezialkräften verfolgt wurden.
Laut Vitali Klitschko war am 4. März die kritische Infrastruktur der Stadt – die Versorgung mit Strom, Elektrizität und Wasser – in Gefahr und die anderweitige Versorgung – die Logistik – bereits zusammengebrochen. Bis zum 10. März war laut Angaben Klitschkos die Hälfte der Kiewer Bevölkerung geflohen.
Satellitenbilder belegen, dass sich der etwa 60 Kilometer lange russische Militärkonvoi nordwestlich von Kiew bis zum 10. März weitgehend in umliegende Städte und Waldgebiete in der Nähe des Flughafens aufgeteilt hatte. Der Konvoi war mehreren ukrainischen Angriffen ausgesetzt gewesen und hatte sich in der ersten Märzwoche wegen Versorgungsproblemen und beschädigter und zerstörter Fahrzeuge nur sehr langsam vorwärtsbewegt. Die Satellitenbilder zeigten außerdem, dass jene Artilleriesysteme, die vorher Bestandteil des Konvois waren, Stellungen mit Ausrichtung auf Kiew aufgebaut hatten.
Nach US-amerikanischen Angaben hatten russische Kräfte am 11. März leichte Gebietsgewinne an der westlichen Seite von Kiew verzeichnen können. Stellenweise seien die russischen Soldaten nur 15 Kilometer vom Kiewer Stadtzentrum entfernt gewesen. Der ukrainische Generalstab meldete dagegen, dass die russischen Hauptstreitkräfte 90 Kilometer nordwestlich von Kiew stünden und dort sowie bei Demydiw, 40 Kilometer nördlich von Kiew versuchten, Verteidigungsanlagen zu durchbrechen. Satellitenbilder belegen, dass der nordwestlich an der Stadtgrenze zu Kiew liegende Ort Moschtschun dabei stark beschädigt wurde.
In der Nacht auf den 12. März gab es nach ukrainischen Angaben russische Offensiven an der nördlichen Stadtgrenze bei Sasymja und an der südlichen Stadtgrenze bei Wyschenky. Schwer umkämpft war nach ukrainischen Angaben auch die wichtigste nach Kiew führende Autobahn bei Welyka Dymerka.
In der Nähe der Hauptstadt zerstörten russische Kräfte nach eigenen Angaben am 12. März eine Luftwaffenbasis südlich von Kiew bei Wassylkiw und das nachrichtendienstliche Aufklärungszentrum der ukrainischen Streitkräfte östlich von Kiew in Browary.

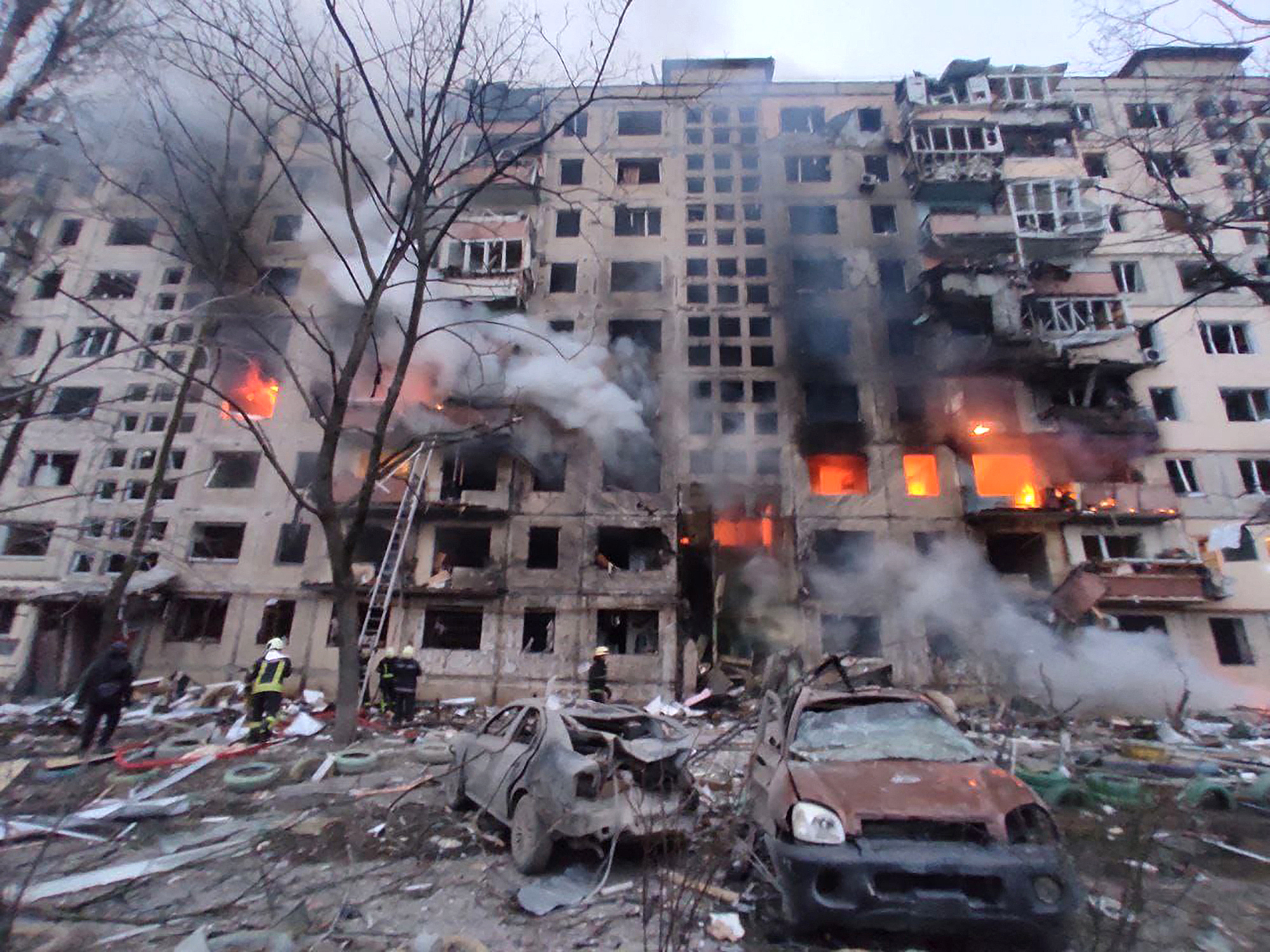
Brennender Wohnblock infolge eines Bombenangriffes am 14. März

Nachdem Kiew in der Nacht zum 15. März von Bomben getroffen worden war, rief der Bürgermeister eine bis zum 17. März dauernde erneute eineinhalbtägige Ausgangssperre aus. Ebenfalls am 15. März reisten die Regierungschefs von Polen, Slowenien und Tschechien mit der Bahn nach Kiew, um der ukrainischen Regierung ihre Solidarität zu versichern. Die Visite war mit den übrigen EU-Partnern abgestimmt.
Mitte März gab der britischen Militärnachrichtendienst die Einschätzung ab, dass die Invasionstruppen erhebliche Nachschubprobleme hatten, die die Versorgung mit Nahrung und Treibstoff erschwerten. Grund seien die fehlende Luftherrschaft, fehlende Brückenbaukapazitäten und Zurückhaltung, sich über das Land zu bewegen. Ukrainische Angriffe auf russische Nachschubwege würden die russischen Streitkräfte zwingen, erhebliche Kräfte zum Schutz abzuzweigen, die zu Offensivhandlungen fehlten. Es gebe Hinweise auf eine niedrige Kampfmoral bei russischen Truppen. Nach Angaben des österreichischen Offiziers Markus Reisner ist die Unterbrechung der russischen Versorgung auf die ukrainische Territorialverteidigung und Spezialkräfte zurückzuführen, die russische Versorgungskonvois gezielt attackiert hätten. Diese Unterbrechung von Treibstoff und Nahrung (der erst durch einen Mangel an Soldaten für den Begleitschutz ermöglicht wurde), hat laut Reisner wesentlich zum Ausgang der Schlacht beigetragen.
Nach US-Angaben konnten die angreifenden Truppen ab dem 15. März nicht mehr nennenswert näher auf Kiew vorrücken. Die russischen Kräfte seien im Osten der Stadt zwischen 20 und 30 Kilometer und im Westen etwa 15 bis 20 Kilometer vom Stadtzentrum entfernt gewesen. Laut der ukrainischen Armee waren am 18. März die bei Kiew am stärksten umkämpften Städte Butscha, Irpin und Hostomel. Bis zum 19. März waren laut Kiewer Behörden 228 Zivilisten in der Hauptstadt getötet und weitere 912 Menschen verwundet worden.
Mitte März 2022 zeichnete sich eine Wende ab. In der Nacht zum 19. März führten ukrainische Streitkräfte an der Stadtgrenze erstmals lokale Gegenangriffe durch, um russische Einheiten aus Kiewer Vororten zurückzudrängen. Bei der Verteidigung der Hauptstadt gegen besser bewaffnete und zahlenmäßig überlegene Russen befahl Syrskyj schnelle Manöver kleiner Einheiten mit Artilleriesystemen. Demgegenüber behauptete ein ukrainischer Offizier, dass die Verteidigung Kiews vor allem Kommandeuren der unteren Ebenen zu verdanken sei. Am 20. März erstreckte sich die westlich von Kiew liegende Frontlinie entlang des Flusses Irpin, mit der Ausnahme, dass die strategisch wichtige, westlich jenes Flusses liegende gleichnamige Stadt von ukrainischen Einheiten teilweise gehalten wurde. Die Bemühungen, russische Einheiten aus umliegenden Städten wie Irpin im Westen der Stadt und Browary im Osten zu vertreiben bzw. fernzuhalten, gründeten sich unter anderem auf den Umstand, dass die russischen Streitkräfte diese Städte hätte einnehmen müssen, um Kiew mit ihrer Artillerie, die eine Reichweite von rund 25 Kilometern hat, beschießen zu können.
Am 29. März verkündete Russland, die Angriffe auf Kiew abzubrechen und seine Truppen zurückziehen zu wollen. Die russische Führung kündigte an, ihre Angriffe fortan auf den Osten und Süden der Ukraine zu konzentrieren, und bestritt, jemals eine Einnahme Kiews geplant zu haben. Am 2. April erklärten die ukrainischen Behörden, dass die gesamte Region Kiew wieder unter ihrer Kontrolle sei. In befreiten Orten wurden viele auch zivile Todesopfer entdeckt, teilweise mit auf dem Rücken gefesselten Händen. Der ukrainische Präsident besuchte Butscha umgehend nach der Befreiung und sprach angesichts des dortigen Massakers von Völkermord. Nach dem Bekanntwerden weiterer Massenmorde an der Zivilbevölkerung, beispielsweise in Borodjanka und in Irpin, verwendete auch US-Präsident Joe Biden am 12. April 2022 erstmals den Begriff Genozid.
Am Abend des 28. Aprils wurde Kiew (dort der Rajon Schewtschenko) erstmals seit etwa zwei Wochen wieder mit Raketen beschossen. Es soll mehrere Tote und Verletzte gegeben haben. Da zu diesem Zeitpunkt UN-Generalsekretär António Guterres zu Gesprächen mit dem ukrainischen Präsidenten in der Stadt weilte, gingen die Kommentatoren von einer Provokation Putins und einer Machtdemonstration des Kremls aus.

## Solidaritätsbekundungen
Die Ministerpräsidenten von Polen, Slowenien und Tschechien – Mateusz Morawiecki, sein Stellvertreter Jarosław Kaczyński, Petr Fiala und Janez Janša – fuhren Mitte März überraschend nach Kiew, um dem ukrainischen Volk und seinem Präsidenten ihre Solidarität auszudrücken. Da alle drei Länder sowohl der EU als auch der NATO angehören, wurde diese riskante Reise auch als Solidaritätsbekundung dieser transnationalen Organisationen angesehen.
Nach dem Rückzug der russischen Truppen reisten Anfang April in rascher Abfolge auch Ursula von der Leyen, Eduard Heger, Karl Nehammer und Boris Johnson nach Kiew, die Präsidentin der Europäischen Kommission und die Regierungschefs der Slowakei, Österreichs und des Vereinigten Königreichs.